# Selección femenina de hockey sobre hierba de los Estados Unidos

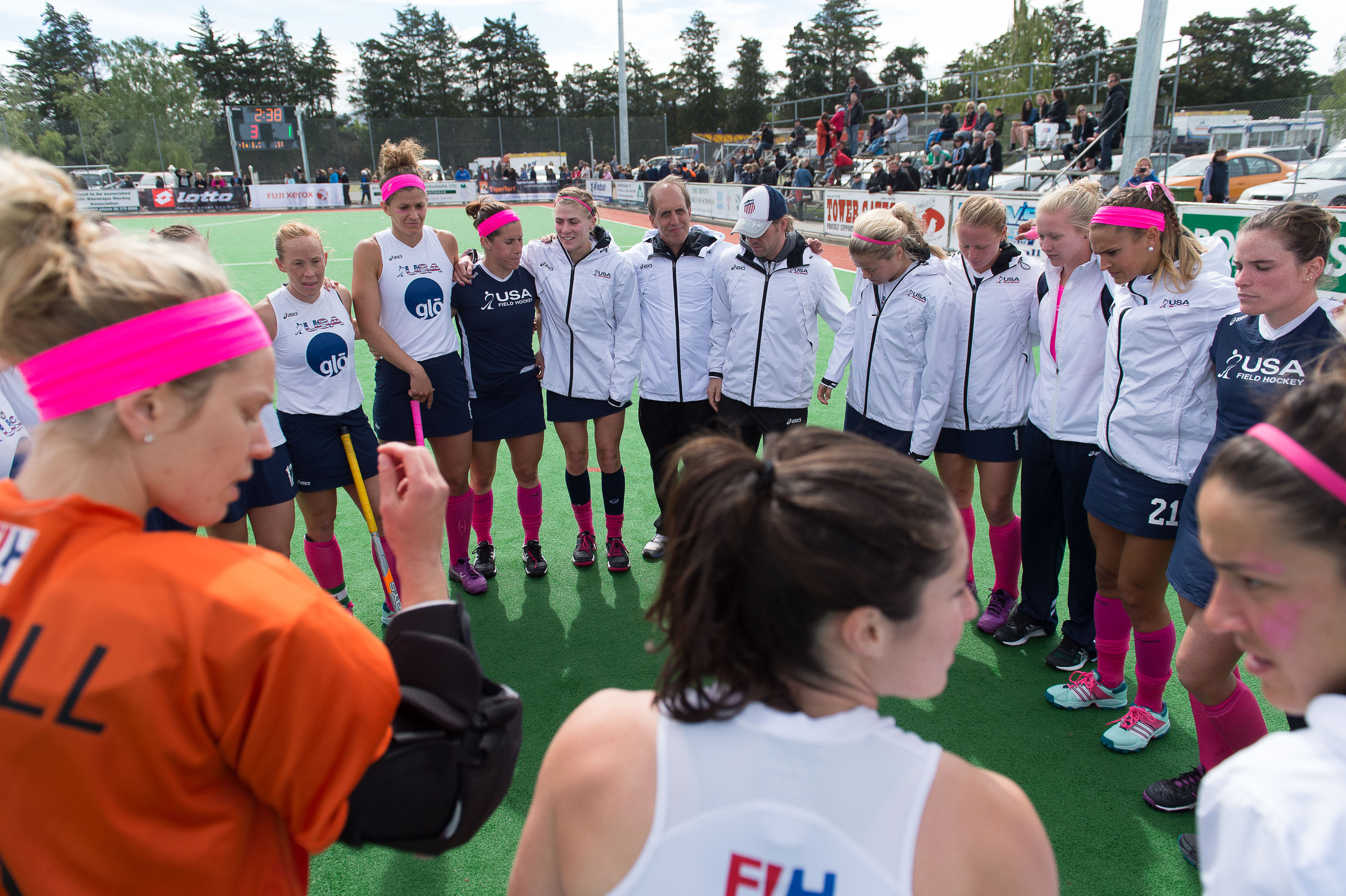
Equipo femenino de hockey sobre césped de los Estados Unidos

La Selección femenina de hockey sobre hierba de los Estados Unidos es el equipo nacional que representa a Estados Unidos en las competiciones internacionales femeninas de hockey sobre hierba.
Fue medalla de bronce en los Juegos Olímpicos de Los Ángeles 1984 y obtuvo el quinto puesto en los Juegos Olímpicos de Atlanta 1996.
En el Campeonato Mundial, Estados Unidos obtuvo el tercer puesto en 1994, el cuarto en 2014 y el sexto en 1983 y 2006.
Estados Unidos obtuvo el tercer puesto en el Champions Trophy de 1995.
En los Juegos Panamericanos, Estados Unidos consiguió por primera vez la medalla de oro en Guadalajara 2011, y la retuvo en Toronto 2015. Además consiguió cinco medallas de plata y una de bronce. En la Copa Panamericana, el equipo ha resultado segundo en 2001, 2004, 2009 y 2013, y tercero en 2017.

## Equipo
| 1. Melissa Gonzalez 2. Rachel Dawson 3. Michelle Vittese 4. Amy Swensen (GK) 5. Keli Smith Puzo 6. Paige Selenski 7. Julia Reinprecht 8. Katie O'Donnell | 1. Michelle Kasold 2. Caroline Nichols 3. Katie Reinprecht 4. Claire Laubach 5. Katelyn Falgowski 6. Shannon Taylor 7. Kayla Bashore Smedley 8. Lauren Crandall |

Reservas:
- Michelle Cesan
- Jaclyn Kintzer (GK)

## Palmarés
| Evento                                          | Oro | Plata | Bronce | Total |
| ----------------------------------------------- | --- | ----- | ------ | ----- |
| Campeonato Mundial de Hockey sobre Hierba       |     |       | 1      | 1     |
| Hockey sobre hierba en los Juegos Olímpicos     |     |       | 1      | 1     |
| Hockey sobre césped en los Juegos Panamericanos | 2   | 5     | 1      | 7     |
| Copa Panamericana de Hockey sobre césped        |     | 2     |        | 2     |
| Champions Trophy                                |     |       | 1      | 1     |
| Total                                           |     |       |        | 13    |